# Ana Cristina Cazacu
Ana Cristina Cazacu (ur. 21 lipca 1994 w Tulczy) – rumuńska siatkarka, grająca na pozycji przyjmującej. Od sezonu 2015/2016 występuje w drużynie CS Știința Bacău.

## Sukcesy klubowe
Mistrzostwo Rumunii:
- 2011, 2012
- 2010
- 2013, 2015, 2018

Puchar Rumunii:
- 2011